# Crystal Palace (Nueva York)
El Palacio de Cristal de Nueva York (New York Crystal Palace) fue un edificio de exposiciones construido para la Exposición Universal de Nueva York en 1853, bajo la presidencia del alcalde Jacob Aaron Westervelt. El edificio se encontraba en Reservoir Square, conocida actualmente como Bryant Park.
La Exposición Universal de Nueva York, se llevó a cabo detrás del depósito Croton, entre la Quinta y la Sexta Avenida en la calle 42, en lo que hoy es el Bryant Park. El Crystal Palace de Nueva York fue diseñado por Georg Carstensen y el arquitecto alemán Charles Gildemeister, y su construcción estuvo inspirada por el Crystal Palace que ya existía en Londres, en el Hyde Park y que se construyó para albergar la Gran Exposición de 1851. El Crystal Palace de Nueva York tenía forma de cruz griega, y estuvo coronado por una cúpula de 100 pies de diámetro. Al igual que el Crystal Palace de Londres, fue construido en hierro y vidrio. La construcción estuvo a cargo del ingeniero Christian Edward Detmold. Horatio Allen fue el ingeniero consultor; y Edward Hurry, el arquitecto asesor. 
El presidente Franklin Pierce habló en la inauguración el 14 de julio de 1853. Theodore Sedgwick fue el primer presidente de la Asociación Crystal Palace (Crystal Palace Association). Un año después, fue sucedido por Phineas T. Barnum, que lo reinauguró en mayo de 1854 siendo en aquella ocasión Henry Ward Beecher y Burritt Elihu los oradores destacados. Este hecho renovó el interés por el Palacio, pero a finales de 1856, el Crystal Palace era una propiedad muerta.
El adyacente Observatorio Latting, una torre de madera de 96 metros de alto, permitía a los visitantes ver Queens, Staten Island y Nueva Jersey. Esta torre, más alta que la de la iglesia de la Trinidad de 88 metros, fue la estructura más alta de Nueva York desde el momento en que se construyó en 1853 hasta que se quemó en 1856.
El 5 de octubre de 1858, un incendio destruyó el Crystal Palace. En el momento del incendio, la feria del Instituto Americano se estaba celebrando allí. El fuego comenzó en un trastero en la parte adyacente a la calle 42. En tan solo quince minutos, su cúpula se vino abajo, y diez minutos más tarde toda la estructura se había quemado hasta los cimientos. No hubo víctimas mortales, pero la pérdida de bienes ascendió a más de 350 000 dólares. Esto incluyó el edificio, valorado en 125 000 dólares, y valiosas exposiciones y estatuas.